# Erce Kardeşler
Erce Kardeşler (* 14. März 1994 in Çanakkale) ist ein türkischer Fußballtorhüter.

## Karriere
Kardeşler begann mit dem Vereinsfußball 2005 in der Jugend von Bursaspor. Ab Oktober 2010 spielte er etwa eine Saison für die Jugend von Dardanelspor und kehrte anschließend in die Nachwuchsabteilung von Bursaspor zurück. Zur Saison 2012/13 verließ er Bursaspor und startete beim Viertligisten Oyak Renault SK seine Profikarriere.
In der Sommertransferperiode 2013 wechselte er zu Altınordu Izmir. Hier befand er sich eine halbe Saison im Mannschaftskader und wurde dann im Januar 2014 an den Partner- und Zweitverein Gümüşordu Izmir abgegeben. Im Sommer 2014 kehrte er dann zu Altınordu zurück.

## Erfolge
- Türkischer Meister: 2021/22